# Vaneča
Vaneča este o localitate din comuna Puconci, Slovenia, cu o populație de 410 locuitori.